# Alice (serie de televisión de Corea del Sur)
Alice (Hangul: 앨리스; RR: Aelliseu), es una serie de televisión surcoreana transmitida desde el 28 de agosto del 2020 hasta el 24 de octubre del 2020 a través de SBS.

## Sinopsis[3]
La serie sigue a Park Jin-kyum, es un detective sin emociones que luego de descubrir sobre la existencia de viajeros en el tiempo, viaja desde el futuro a través de un dispositivo llamado "Alice".
En el curso de sus investigaciones sobre el dispositivo, Jin-kyum termina cruzando caminos con Yoon Tae-yi, una mujer que se parece mucho a su madre Park Sun-young, quien murió hace mucho tiempo.

## Reparto

### Personajes principales[8]
| Actor                                          | Personaje                  | N.º de episodios | Notas |
| ---------------------------------------------- | -------------------------- | ---------------- | --- |
| Kim Hee-sun Kim Ji-yoo                         | Yoon Tae-yi Park Sun-young | 16 1, 7, 12-13   | Yoon Tae-yi: es una profesora de física en la Universidad de Hankook, que termina cálculo a la edad de seis años y a los 15 años entra en al departamento de física. Es una científica audaz con una pasión desbordante, con un gran orgullo y una personalidad abierta. Tae-yi es igual a la fallecida madre del detective Park Jin-kyum. Luego de finalmente conocer a Jin-kyum se une a él en su búsqueda y en el camino descubre sus propios secretos. Park Sun-young: es la fallecida madre del detective Park Jin-kyum, cuyo hijo busca vengarse de la persona responsable de su asesinato. Más tarde se revela que Sun-young mantuvo una relación con el agente Yoo Min-hyuk, quien es el padre de Jin-kyum. |
| Joo Won Moon Woo-jin Moon Joo-won Lee Jung-min | Det. Park Jin-kyum         | 16 1, 7 1 7      | Es un detective de la policía que nació sin la capacidad de tener emociones. Mientras intenta resolver una serie de casos misteriosos, se convierte en la primera persona en descubrir que existen viajeros del tiempo que vienen del futuro a través de un dispositivo llamado "Alice". En medio de su lucha por descubrir lo que está pasando tiene una fatíica reunión con Yoon Tae-yi, una mujer que tiene un semblante casi idéntico al de su madre, quien murió hace mucho tiempo. |
| Kwak Si-yang                                   | Yoo Min-hyuk               | 16               | Es un agente de élite en la organización "Alice" que protege a los viajeros en el tiempo. Poco después se revela que en realidad es el padre de Park Jin-kyum y el interés romántico de Park Sun-young. Más tarde muere mientras protegía a Sun-young y a Jin-kyum. |
| Lee Da-in                                      | Kim Do-yeon                | 16               | Es una periodista local con una personalidad positiva y cálida que no teme enfrentarse a los demás. Así como la única amiga del detective Park Jin-kyum, de quien está enamorada. |

### Personajes secundarios
| Actor            | Personaje            | N.º de episodios | Notas |
| ---------------- | -------------------- | ---------------- | --- |
| Kim Sang-ho      | Det. Go Hyun-seok    | -                | Es un detective. |
| Choi Won-young   | Seok Oh-won          | -                | Es un inteligente representante del Instituto de Ciencia y Tecnología Avanzadas. Es doctor en física y director del instituto de Investigación Científica y Tecnológica de Vanguardia. Es una persona misteriosa que cree que viajar en el tiempo es posible. |
| Lee Jae-yoon     | Det. Park Jin-kyum   | -                | Es un oficial de la policía. |
| Jung Wook        | Ha Yong-seok         | -                | Es un oficial de la policía. |
| Song Ji-hyuk     | Insp. Hong Jung-wook | -                | Es un inspector de la policía y colega del detective Park Jin-kyum. Cree que es el hombre más guapo y comete errores en el trabajo. |
| Choi Hong-il     | Yoon Jong-soo        | -                | Es un oficial de la policía. |
| Kim Kyung-nam    | Gi Cheol-am          | -                | |
| Hwang Seung-eon  | Oh Shi-young         | -                | |
| Yang Ji-il       | Choi Seung-pyo       | -                | |
| Nam Kyung (남경) | Jung Hye-soo         | -                | |
| Choi Jung-woo    | -                    | -                | Es el padre de Yoon Tae-yi. |
| Oh Young-shil    | -                    | -                | Es la madre de Yoon Tae-yi. |
| Yeonwoo          | Yoon Tae-yeon        | -                | Es la hermana menor de Yoon Tae-yi. |
| Bae Hae-sun      | Kim In-sook          | -                | Es la esposa del detective Go Hyun-seok. Sufre después de que su hijo naciera con un corazón defectuoso, pero creció a Park Jin-kyum como si fuera su propio hijo, después de que su esposo lo trajera a casa.                                                |
| Min Joon-ho      | Kim Jung-bae         | -                | Es un compañero de trabajo de Kim Do-yeon. |
| Park In-soo      | Lee Se-hoon          | 1, 6             | Es un hombre que tiene la capacidad de viajar en el tiempo y el asesino de Jang Dong-shik. |
| Yoon Joo-man     | Joo Hae-min          | 6-9              | |

### Otros personajes
| Actor                | Personaje                                        | Episodios donde apareció | Notas |
| -------------------- | ------------------------------------------------ | ------------------------ | --- |
| Seo Yi-soo Ahn Lu-ah | Hong Eun-soo (de pequeña) Hong Eun-soo (18 años) | 1-4 2                    | |
| Oh Yeon-ah           | Han Sun-hee                                      | 1-4                      | Es la madre de Hong Eun-soo y una viajera en el tiempo.                                                          |
| Seo Kwang-jae        | -                                                | 1-2                      | Es un examinador médico.                                                                                         |
| Steven Noh           | -                                                | 1                        | Es un estudiante delincuente.                                                                                    |
| Park Ok-chool        | -                                                | 1, 5, 12, 16             | Es una carnicera.                                                                                                |
| Shin Dong-ryuk       | -                                                | 1                        | Es un doctor. |
| Carson Allen         | -                                                | 1                        | Es una maestra de inglés.                                                                                        |
| Seo Wang-seok        | -                                                | 1                        | Es un secuestrador.                                                                                              |
| Ahn Soo-bin          | -                                                | 1                        | Es una maestra de jardín de infantes.                                                                            |
| Choi Na-moo          | -                                                | 1                        | Es una testigo en el apartamento.                                                                                |
| Noh Sung-eun         | -                                                | 1                        | Es un estudiante delincuente.                                                                                    |
| Shin Young-kyu       | Yang Min-sung                                    | 2                        | Es el hermano de Yang Hong-sub.                                                                                  |
| Lee Seul-ah          | -                                                | 2                        | Es la directora de la guardería internacional.                                                                   |
| Oh Ki-hwan           | -                                                | 2                        | Es un vendedor de drones.                                                                                        |
| Ahn Jung-ho          | -                                                | 3                        | Es un agente de Alice.                                                                                           |
| Kang Dong-yup        | -                                                | 3                        | Es un colega de Yoon Tae-yi.                                                                                     |
| Park Min-young       | -                                                | 3                        | Es una doctora.                                                                                                  |
| Lee Soo-woong        | Jung Ki-hoon                                     | 3-4                      | Es un corredor.                                                                                                  |
| Kim Dong-gyun        | -                                                | 4, 8-10                  | Es el padre de Kim Do-yeon.                                                                                      |
| Lee Jin-ah           | -                                                | 4, 8-10                  | Es la madre de Kim Do-yeon.                                                                                      |
| Park Jin-young       | -                                                | 5                        | Es un profesor.                                                                                                  |
| Lee Eun-hee          | Moon Seo-jin                                     | -                        | |
| Park Ji-ho           | Heo Ik-goo                                       | -                        | Es un detective.                                                                                                 |
| Choi Hee-jin         | -                                                | 9                        | Es una doctora.                                                                                                  |
| Baek In-kwon         | -                                                | 11                       | Es el pirómano de Yangjae-dong.                                                                                  |
| Lee Kwang-se         | -                                                | 14                       | Es un anticuario.                                                                                                |
| Im Jae-hyuk          | Lee Dae-jin                                      |                          | Guardaespaldas de Seok Oh-won y exmiembro de las fuerzas especiales, encargado principalmente de tareas físicas. |

### Apariciones especiales
| Actor                      | Personaje                                     | Episodios donde apareció | Notas                                                                                                 |
| -------------------------- | --------------------------------------------- | ------------------------ | --- |
| Jang Hyun-sung             | Dr. Jang Dong-shik                            | 1, 13                    | Es un doctor.                                                                                         |
| Lee Seung-hyung            | Hong Suk-joon                                 | 1, 3-4                   | Es el padre de Hong Eun-soo.                                                                          |
| Lee Jung-hyun Song Ha-hyun | Yang Hong-sub (adulto) Yang Hong-sub (5 años) | - 2                      | Es un hombre que tiene la capacidad de viajar en el tiempo y que rompe una importante regla de Alice. |

## Episodios
La serie está conformada por 16 episodios, los cuales fueron emitidos todos los viernes y sábados a las 10:00 (KST).
Antes del estreno de la serie el 28 de agosto del 2020, se lanzó un especial titulado "The Beginning" el 17 de agosto del mismo año a las 6:25 p. m. (KST)

### Ratings
Los números en azul representan las calificaciones más altas, mientras que los números en rojo representan las calificaciones más bajas.
| Ep.      | Parte    | Fecha de emisión         | Participación promedio de audiencia | Participación promedio de audiencia |
| Ep.      | Parte    | Fecha de emisión         | Nacional                            | Seúl                                |
| -------- | -------- | ------------------------ | ----------------------------------- | ----------------------------------- |
| 1        | 1        | 28 de agosto de 2020     | 4.1 % (NR)                          | (N/A)                               |
| 1        | 2        | 28 de agosto de 2020     | 6.1 % (15.ª)                        | 6.3 % (16.ª)                        |
| 2        | 1        | 29 de agosto de 2020     | 6.4 % (NR)                          | 7.0 % (15.ª)                        |
| 2        | 2        | 29 de agosto de 2020     | 9.2 % (5.ª)                         | 10.2 % (5.ª)                        |
| 3        | 1        | 4 de septiembre de 2020  | 7.2 % (8.ª)                         | 8.1 % (7.ª)                         |
| 3        | 2        | 4 de septiembre de 2020  | 8.4 % (6.ª)                         | 9.8 % (3.ª)                         |
| 4        | 1        | 5 de septiembre de 2020  | 8.7 % (9.ª)                         | 9.6 % (7.ª)                         |
| 4        | 2        | 5 de septiembre de 2020  | 10.6 % (4.ª)                        | 11.4 % (4.ª)                        |
| 5        | 1        | 11 de septiembre de 2020 | 6.8 % (12.ª)                        | 7.4 % (9.ª)                         |
| 5        | 2        | 11 de septiembre de 2020 | 8.1 % (7.ª)                         | 8.5 % (6.ª)                         |
| 6        | 1        | 12 de septiembre de 2020 | 8.0 % (9.ª)                         | 9.3 % (7.ª)                         |
| 6        | 2        | 12 de septiembre de 2020 | 9.9 % (4.ª)                         | 11.3 % (4.ª)                        |
| 7        | 1        | 18 de septiembre de 2020 | 7.4 % (11.ª)                        | 8.2 % (8.ª)                         |
| 7        | 2        | 18 de septiembre de 2020 | 8.6 % (6.ª)                         | 9.4 % (5.ª)                         |
| 8        | 1        | 19 de septiembre de 2020 | 7.4 % (8.ª)                         | 7.7 % (7.ª)                         |
| 8        | 2        | 19 de septiembre de 2020 | 9.6 % (4.ª)                         | 10.0 % (5.ª)                        |
| 9        | 1        | 25 de septiembre de 2020 | 6.0 % (15.ª)                        | 6.1 % (13.ª)                        |
| 9        | 2        | 25 de septiembre de 2020 | 7.0 % (11.ª)                        | 7.5 % (9.ª)                         |
| 10       | 1        | 26 de septiembre de 2020 | 7.0 % (12.ª)                        | 7.3 % (10.ª)                        |
| 10       | 2        | 26 de septiembre de 2020 | 8.7 % (6.ª)                         | 8.9 % (6.ª)                         |
| 11       | 1        | 9 de octubre de 2020     | 6.0 % (17.ª)                        | 6.2 % (15.ª)                        |
| 11       | 2        | 9 de octubre de 2020     | 7.6 % (11.ª)                        | 8.2 % (8.ª)                         |
| 12       | 1        | 10 de octubre de 2020    | 7.2 % (10.ª)                        | 7.6 % (9.ª)                         |
| 12       | 2        | 10 de octubre de 2020    | 8.5 % (6.ª)                         | 8.8 % (6.ª)                         |
| 13       | 1        | 16 de octubre de 2020    | 6.4 % (13.ª)                        | 7.3 % (11.ª)                        |
| 13       | 2        | 16 de octubre de 2020    | 7.4 % (10.ª)                        | 8.5 % (8.ª)                         |
| 14       | 1        | 17 de octubre de 2020    | 6.1 % (15.ª)                        | 6.7 % (13.ª)                        |
| 14       | 2        | 17 de octubre de 2020    | 8.6 % (6.ª)                         | 9.0 % (6.ª)                         |
| 15       | 1        | 23 de octubre de 2020    | 5.9 % (19.ª)                        | 6.1 % (18.ª)                        |
| 15       | 2        | 23 de octubre de 2020    | 7.0 % (12.ª)                        | 7.4 % (9.ª)                         |
| 16       | 1        | 24 de octubre de 2020    | 7.0 % (11.ª)                        | 7.3 % (10.ª)                        |
| 16       | 2        | 24 de octubre de 2020    | 9.1 % (6.ª)                         | 9.8 % (5.ª)                         |
| Promedio | Promedio | Promedio                 | 7.563 %                             | —                                   |

## Música
El OST de la serie está conformado por las siguientes canciones:

### Parte 1
| N.º | Intérpretes     | Canción          | Letra                              | Música                     | Duración |
| --- | --------------- | ---------------- | ---------------------------------- | -------------------------- | -------- |
| 1   | Yuju ft. ISHXRK | "Secret"         | Park Se-joon, Park Ye-seo y ISHXRK | Park Se-joon y Woo Ji-hoon | 3:52     |
| 2   |                 | "Secret" (Inst.) | -                                  | Park Se-joon y Woo Ji-hoon | 3:52     |

### Parte 2
| N.º | Intérprete          | Canción                              | Letra                       | Música                                   | Duración |
| --- | ------------------- | ------------------------------------ | --------------------------- | ---------------------------------------- | -------- |
| 1   | Ben (Lee Eun-young) | "Whenever Wherever Whatever"         | Han Kyung-soo (de ARTMATIC) | Han Kyung-soo, Kiss Me Joy y Choi Min-ju | 3:56     |
| 2   |                     | "Whenever Wherever Whatever" (Inst.) | -                           | Han Kyung-soo, Kiss Me Joy y Choi Min-ju | 3:56     |

## Premios y nominaciones
| Año  | Premio               | Categoría                                                         | Nominado(a)  | Resultado |
| ---- | -------------------- | ----------------------------------------------------------------- | ------------ | --------- |
| 2020 | 7th APAN Star Award  | Premio a la gran excelencia, actriz en miniserie                  | Kim Hee-sun  | Ganó      |
| 2020 | 7th APAN Star Award  | Premio a la excelencia, actor en miniserie                        | Joo Won      | Nominado  |
| 2020 | 28th SBS Drama Award | Gran Premio (Daesang)                                             | Joo Won      | Nominado  |
| 2020 | 28th SBS Drama Award | Mejor actor de reparto                                            | Kim Hee-sun  | Nominada  |
| 2020 | 28th SBS Drama Award | Producers’ Award                                                  | Joo Won      | Ganó      |
| 2020 | 28th SBS Drama Award | Premio a la gran excelencia, actor en miniserie Fantasía/Romance  | Joo Won      | Nominado  |
| 2020 | 28th SBS Drama Award | Premio a la gran excelencia, actriz en miniserie Fantasía/Romance | Kim Hee-sun  | Nominada  |
| 2020 | 28th SBS Drama Award | Premio a la excelencia, actor en miniserie Fantasía/Romance       | Kwak Si-yang | Nominado  |
| 2020 | 28th SBS Drama Award | Premio a la excelencia, actriz en miniserie Fantasía/Romance      | Lee Da-in    | Nominada  |
| 2020 | 28th SBS Drama Award | Mejor actor de reparto                                            | Kim Sang-ho  | Nominado  |

## Producción
La serie también es conocida como "Hotel Alice" (RR: Hotel Aelliseu).
La serie fue dirigida por Baek Soo-chan, quien tuvo el apoyo de los guionistas Kim Kyu-won, Kang Cheol-gyu y Kim Ga-yeong.
Mientras que la música estuvo a cargo de SBS Contents Hub Urbane Music.
La primera lectura del guion fue realizada en el 2020.
La serie contó con el apoyo de la compañía de producción Studio S (SBS) y fue emitida a través de SBS.